# Municipalità di Southern Midlands
La municipalità di Southern Midlands è una delle 29 local government areas che si trovano in Tasmania, in Australia. Essa si estende su di una superficie di 2.561 chilometri quadrati ed ha una popolazione di 5.845 abitanti. 
La sede del consiglio si trova a Oatlands.
La maggior parte dei suoi abitanti è concentrata nelle città di Bagdad, Campania e Oatlands.